# Park stanowy Berlin-Ichthyosaur

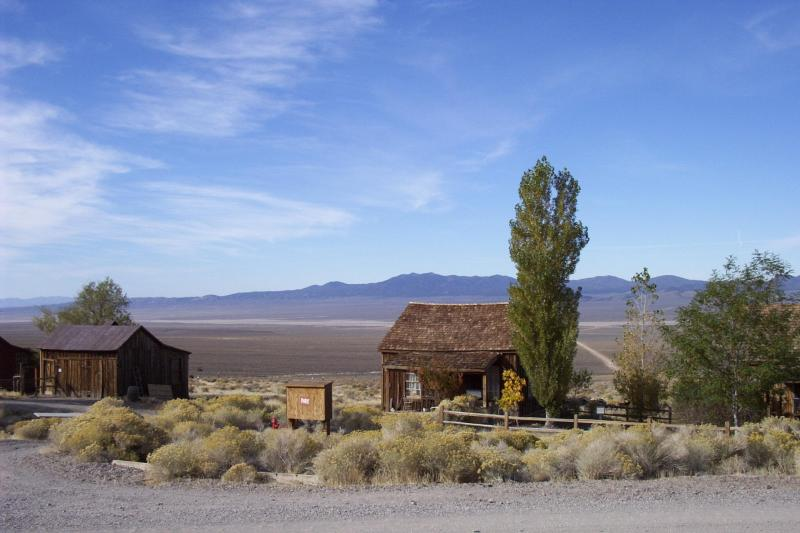
Park

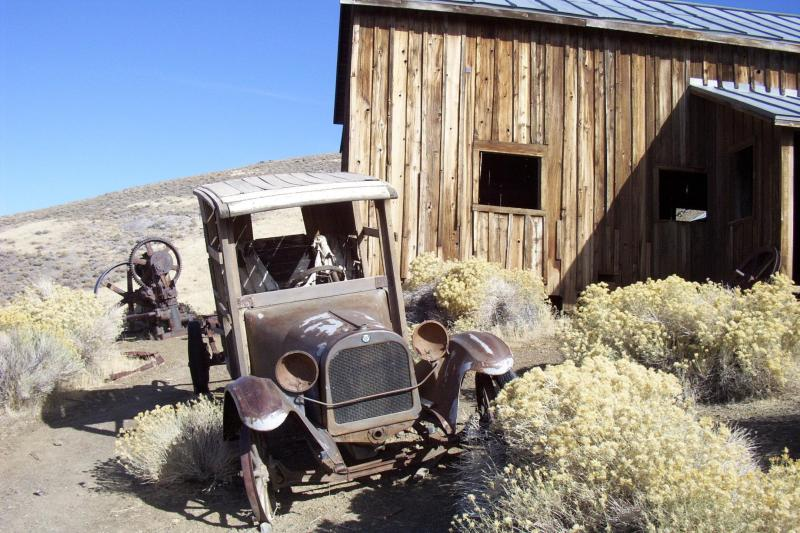
Berlin (opuszczone miasto)

Park stanowy Berlin-Ichthyosaur (ang. Berlin–Ichthyosaur State Park) – park stanowy w Nevadzie położony w północno-zachodniej części hrabstwa Nye, 37 km na wschód od Gabbs. Powstał w celu ochrony opuszczonego miasta Berlin, w którym znaleziono skamieniałości ichtiozaura z gatunku Shonisaurus popularis. Powierzchnia Parku wynosi 623 hektary.

## Historia
Działalność górników rozpoczęła się w maju 1863 r., kiedy odkryto srebro w Union Canyon. Mieszkali w małym obozie. Berlin powstał dopiero w 1896 r., kiedy na tych terenach odkryto złoto. Wydobyto go 1306,346 kg. Miasto nigdy nie prosperowało tak dobrze, jak inne miasta powstałe w czasie gorączki złota w USA. Liczebność miasta zaczęła zmniejszać się po panice roku 1907. Miasteczko wyludniło się niemal zupełnie do roku 1911; niedługo później, stało się miastem-widmo. Maksymalna liczba mieszkańców 200-250. Oprócz górników, zamieszkiwali drwale, wytwórcy węgla drzewnego, lekarze i gajowy. Wśród budynków był sklep, urząd pocztowy, szpital i mały teatr. Wiele budynków zachowało się w tym zakład przetwórstwa rud metali. Kilku stałych mieszkańców, pochowano na pobliskim cmentarzu.
W 1928 r. odkryto pierwsze udokumentowane skamieniałości ichtiozaura. Prace wykopaliskowe na szeroką skalę, prowadzono w latach sześćdziesiątych. Odkryto 37 szkieletów dorosłych osobników. Kilka zostawiono dla turystów.
W 1957 r. rząd stanowy ogłosił powstanie Parku. Chroni miasto, okoliczne terenów oraz kopalnię.
Zakazane jest zwiedzanie większości tuneli kopalni ze względów bezpieczeństwa.
W 1973 r. część parku otaczającą stanowisko na którym znaleziono skamieniałości ichtiozaurów (Ichthyosaur Site) wpisano do krajowego rejestru National Natural Landmark